# Kilburn Park (Metropolitano de Londres)
Kilburn Park é uma estação do Metrô de Londres em Kilburn no borough londrino de Brent. A estação fica na Bakerloo line, entre as estações Queen's Park e Maida Vale, e fica na Zona 2 do Travelcard.
A estação está situada na Cambridge Avenue aproximadamente 100 m a oeste da Kilburn High Road, pouco antes de se tornar Maida Vale, (A5). É listada como Grau II.

## História
Kilburn Park foi inaugurada em 31 de janeiro de 1915 como o terminal temporário da extensão da linha Bakerloo a partir da estação Paddington em direção a Queen's Park. Os serviços foram estendidos ao Queen's Park em 11 de fevereiro 1915. Na inauguração da extensão, a estação Maida Vale não estava concluída e a estação anterior era Warwick Avenue até 6 de junho de 1915. O edifício da estação foi projetado por Stanley Heaps em uma versão modificada das estações anteriores da linha Bakerloo projetadas por Leslie Green com fachadas de terracota envidraçada, mas sem as grandes janelas semicirculares no nível do primeiro andar. Foi uma das primeiras estações do metrô de Londres construídas especificamente para usar escadas rolantes em vez de elevadores.
Ela foi aberta a uma curta distância ao sul da estação Kilburn High Road que anteriormente controlava grande parte do tráfego de passsageiros da área, fornecendo uma conexão mais rápida com o West End.